# Giacomo Tritto
Giacomo Domenico Mario Antonio Pasquale Giuseppe Di Tritto (Altamura, 2 aprile 1733 – Napoli, 16 settembre 1824) è stato un compositore italiano.

## Biografia
Iniziò a studiare musica al Conservatorio della Pietà dei Turchini di Napoli, dove ebbe come insegnanti Nicola Fago, Girolamo Abos e Pasquale Cafaro.
Sempre nella stessa città nel 1754 iniziò la sua attività di operista con la rappresentazione dell'opera buffa Le nozze contrastate al Teatro dei Fiorentini. Tuttavia, sconsigliato dal maestro Cafaro di continuare l'appena iniziata carriera teatrale, abbandonò i palcoscenici per una decina d'anni. Riprese, quindi, la composizione d'opere nel 1764 con la messa in scena della Fedeltà in amore al Teatro Nuovo. Da quel momento in poi, fino al 1810, scrisse ben 53 opere.
Il 26 dicembre del 1766 diresse il Lucio Vero o Vologeso di Antonio Sacchini al teatro San Carlo. Nel 1784 riuscì a rappresentare una sua opera, L'Artenice, al Teatro San Carlo con Giacomo David, dopo aver ricevuto in passato vari rifiuti da parte del Re di Napoli.
Il 1º ottobre 1785 fu nominato secondo maestro straordinario alla Pietà dei Turchini e nel 1793 fu elevato a secondo maestro. Nell'ottobre del 1799, al termine della breve Repubblica Napoletana, fu nominato primo maestro del Conservatorio. Nel dicembre del 1806, dopo l'unificazione di tutti i conservatori napoletani, entrò nella direzione del Real Collegio di Musica assieme a Giovanni Paisiello e Fedele Fenaroli. Conservò la prestigiosa carica fino al 1813, quando Nicola Antonio Zingarelli diventò unico direttore del Conservatorio. Mantenne tuttavia il ruolo d'insegnante di contrappunto. Durante la sua carriera didattica tra i suoi allievi ebbe: Vincenzo Bellini, Saverio Mercadante, Giacomo Meyerbeer, Pietro Raimondi e Gaspare Spontini. Il 14 luglio 1816 fu nominato maestro della reale cappella palatina e della reale camera con un compenso di 100 ducati.
Nonostante la sua attività operistica fosse terminata nel 1810, continuò a scrivere composizioni sacre fino alla morte.

## Considerazioni sull'artista
Tritto fu compositore teatrale di un certo successo (in quanto a favori non era poi così distante dai più noti Giovanni Paisiello, Domenico Cimarosa, Pasquale Anfossi e Pietro Alessandro Guglielmi), e concentrò la propria attività operistica nel trentennio tra il 1780 e il 1810. Nei primi vent'anni di questo periodo è più consistente la parte comica, mentre negli ultimi dieci anni privilegiò il dramma.
Le sue opere comiche, caratterizzate da una qualità prevalentemente ritmica, presentano scene tipiche della commedia popolaresca. In questo ambito spiccano Il convitato di pietra, rappresentata durante il carnevale del 1783 al Teatro dei Fiorentini di Napoli, e La cantarina, messa in scena a Roma al Teatro Valle durante il carnevale del 1790.
Nell'opera seria sembra che egli tenti di normalizzare quei concertati finali che il genere comico aveva praticamente affermato come punti di forza dell'opera in musica. Egli impiega sì i concertati, ma non dando luogo a nessuna normalizzazione. Inoltre nei suoi lavori seri non dà forza ai passaggi obbligati, trascura i recitativi secchi e spezza spesso la melodia facendo un uso meccanico di abbellimenti (gorgheggi, etc.).
Tra le sue opere serie più note si ricordano L'Arminio, rappresentata al Teatro Argentina di Roma nel gennaio del 1786 e Marco Albino in Siria, data il 15 agosto 1810 al Teatro San Carlo di Napoli con Teresa Belloc-Giorgi, Gaetano Crivelli e Michele Benedetti (basso).
I metodi da lui scritti, come il Basso continuo, rimasero in auge fino al 1821, per poi essere abbandonati.

## Lavori

### Opere
Sono note 54 opere di Tritto; l'anno e la città si riferiscono alla prima rappresentazione.
- Le nozze contrastate (opera buffa, 1754, Napoli)
- La fedeltà in amore (opera buffa, libretto di Francesco Cerlone, 1764, Napoli)
- Li furbi (intermezzo, 1765, Napoli)
- Il principe riconosciuto (opera buffa, libretto di Francesco Cerlone, 1780, Napoli)
- La francese di spirito o La viaggiatrice di spirito (opera buffa, libretto di G. M. Mililotti, 1781, Roma)
- La Bellinda o L'ortolana fedele (opera buffa, libretto di Francesco Cerlone, 1781, Napoli)
- Don Procopio in corte del Pretejanni (opera buffa, 1782, Napoli)
- Don Papirio (opera buffa, libretto di Giuseppe Palomba, 1782, Napoli)
- I due gemelli (opera buffa, libretto di Giovanni Battista Lorenzi, 1783, Napoli)
- Il convitato di pietra (opera semiseria, libretto di Giovanni Battista Lorenzi, 1783, Napoli)
- La sposa stramba (opera buffa, 1783, Napoli)
- La scuola degli amanti (opera buffa, libretto di Giuseppe Palomba, 1783, Napoli)
- La scuffiara (opera buffa, libretto di Giovanni Battista Lorenzi, 1784, Napoli)
- Il matrimonio negli Elisii ovvero La sposa bizzarra (opera buffa, libretto di Carlo Giuseppe Lanfranchi Rossi, 1784, Roma)
- L'Artenice, libretto da Apostolo Zeno e Pietro Pariati (opera seria, 1784, Napoli)
- L'Arminio (opera seria, libretto di Ferdinando Moretti, 1786, Roma)
- Le gelosie ovvero I due fratelli burlati (farsetta, 1786, Roma)
- Li raggiri scoperti (opera buffa, 1786, Roma)
- La vergine del sole (opera seria, libretto di Carlo Giuseppe Lanfranchi Rossi, 1786, Napoli)
- Armida (opera seria, 1786, Napoli)
- Le vicende amorose (dramma giocoso, libretto di Pastor Arcade Timido, 1787, Roma)
- La molinara spiritosa (opera buffa, libretto di Francesco Saverio Zini, 1787, Napoli)
- La bella selvaggia (opera semiseria, 1788, Roma)
- La scaltra avventuriera (opera buffa, libretto di Giuseppe Palomba, 1788, Napoli)
- Il giuocatore fortunato (opera buffa, libretto di Giuseppe Petrosellini, 1788, Napoli)
- Il finti padroni (farsa, 1789, Roma)
- La prova reciproca (L'inganno fortunato ossia La prova reciproca) (opera buffa, libretto di Giuseppe Palomba, 1789, Napoli)
- I servi padroni (farsetta, 1790, Roma)
- La cantarina (opera buffa, libretto di Carlo Goldoni, 1790, Roma)
- Il cartesiano fantastico (opera buffa, libretto di Giuseppe Maria Diodati, 1790, Napoli)
- Le astuzie in amore (opera buffa, libretto di Giuseppe Maria Diodati, 1790, Napoli)
- L'inganno amoroso (opera buffa, 1790, Madrid)
- L'equivoco (opera buffa, libretto di C. Fiori, 1791, Napoli)
- La creduta selvaggia (farsetta, 1792, Roma)
- Gli amici rivali (opera buffa, 1792, Vienna)
- Le trame spiritose (commedia, libretto di Giuseppe Palomba, 1792, Napoli)
- La fedeltà nelle selve (La fedeltà tra le selve) (opera buffa, libretto di Michelangelo Prunetti, 1793, Venezia)
- Le nozze in garbuglio (opera semiseria, libretto di Giuseppe Maria Diodati, 1793, Napoli)
- L'ordine del disordine (opera buffa, 1793, Napoli)
- L'impostore smascherato (opera buffa, libretto di Giuseppe Maria Diodati, 1794, Napoli)
- Gli amanti in puntiglio (opera buffa, libretto di Giuseppe Maria Diodati, 1794, Napoli)
- Apelle e Campaspe (opera seria, libretto di Simeone Antonio Sografi, 1795, Teatro alla Scala di Milano)
- Il barone in angustie (opera buffa, libretto di Giuseppe Palomba, 1797, Napoli)
- La donna sensibile o sia Gli amanti riuniti (opera buffa, libretto di Domenico Piccinni, 1798, Napoli)
- La morte di Cesare (opera seria, libretto di Gaetano Sertor, 1798, Brescia)
- Micaboro in Jucatan (opera seria, libretto di Demenico Piccinni, 1799, Teatro San Carlo di Napoli con Luísa Todi)
- I matrimoni in contrasto (opera semiseria, libretto di Giuseppe Ceccherini, 1800, Roma)
- Ginevra e Ariodante (opera seria, libretto di Domenico Piccinni, 1801, Teatro San Carlo di Napoli)
- Gli americani (Gonzalvo ossia Gli americani) (opera seria, libretto di Giovanni Schmidt, 1802, Napoli)
- Cesare in Egitto (opera seria, libretto di Giovanni Schmidt, 1805, Roma)
- Lo specchio dei gelosi (opera buffa, 1805, Roma)
- Elpinice e Vologeso (opera seria, libretto di Domenico Piccinni, 1806, Roma)
- Andromaca e Pirro (opera seria, 1807, Roma)
- Marco Albino in Siria (opera seria, 1810, Napoli)